# À travers le Morbihan 2003
À travers le Morbihan 2003, quattordicesima edizione della corsa con questo nome e ventottesima in totale, valida come evento UCI categoria 1.3, si svolse il 31 maggio 2003 su un percorso di 179 km. Fu vinta dal francese Nicolas Vogondy che giunse al traguardo con il tempo di 4h27'26", alla media di 40,15 km/h.
Al traguardo 29 ciclisti portarono a termine il percorso.

## Ordine d'arrivo (Top 10)
| Pos. | Corridore        | Squadra       | Tempo    |
| ---- | ---------------- | ------------- | -------- |
| 1    | Nicolas Vogondy  | Fdjeux.com    | 4h27'26" |
| 2    | Sylvain Chavanel | La Boulangère | a 1"     |
| 3    | Andy Flickinger  | AG2R Prév.    | a 14"    |
| 4    | Fabrice Salanson | La Boulangère | a 1'21"  |
| 5    | Jérôme Pineau    | La Boulangère | a 2'42"  |
| 6    | Bradley McGee    | Fdjeux.com    | a 2'45"  |
| 7    | Patrice Halgand  | Jean Delatour | a 4'18"  |
| 8    | Cédric Vasseur   | Cofidis       | a 4'33"  |
| 9    | Baden Cooke      | Fdjeux.com    | s.t.     |
| 10   | Stéphane Goubert | Jean Delatour | s.t.     |